# أنيكي تاهتي
أنـّيكـّي تاهتي (Annikki Tähti ؛هلسنكي، 5 ديسمبر 1929) مغنية فنلندية. ظهرت للمرة الأولى في عام 1952. إنتاجها الفني أنـّيكـّي تاهتي واسع ومتنوع، يشمل أغاني موسيقى الجاز والبوليرو والموسيقى الروسية والتانغو.
في عام 1961 سجلت اسطوانة مع أولافي فيرتا الملقب ب«ملك التانغو» والمغني الفنلندي الأكثر نجاحاً من أبناء جيله. شاركت في فيلم «رجل دون ماضي» (2002) من إخراج أكي كاوريسمكي مغنية إحدى أنجح أعمالها «هل تذكر عزبتي». في عام 2003 قدمت فيلماً وثائقياً عن حياتها «أغنية أنـّيكـّي تاهتي القصصية» (Balladi Annikki Tähdestä). تقيم حالياً في مدينة فانتا.

## ألبوماتها
أصدرت أنّيكّي حوالي 150 أغنية ومن بينها:
- هل تذكر عزبتي (Muistatko Monrepos'n)
- وداعا (Näkemiin)
- غجري (Mustalainen)
- الملك كوبرا (Kuningaskobra)

## أفلامها
- رجل دون ماضي، 2002[6]
- أغنية أنـّيكـّي تاهتي القصصية (Balladi Annikki Tähdestä)

## روابط خارجية
- أنيكي تاهتي على موقع IMDb (الإنجليزية)
- أنيكي تاهتي على موقع ألو سيني (الفرنسية)
- أنيكي تاهتي على موقع ميوزك برينز (الإنجليزية)
- أنيكي تاهتي على موقع أول موفي (الإنجليزية)
- أنيكي تاهتي على موقع قاعدة بيانات الأفلام السويدية (السويدية)
- أنيكي تاهتي على موقع ديسكوغز (الإنجليزية)
- أنيكي تاهتي على موقع قاعدة بيانات الفيلم (الإنجليزية)
- أنيكي تاهتي على موقع كينوبويسك (الروسية)